# Listă de ficțiuni cu călătorii în timp
Călătoria în timp este un element comun și important în domeniul științifico-fantastic.

## Călătoria în timp în romane și povestiri
Călătoria în timp este o temă recurentă în literatura științifico-fantastică. Există mii de cărți în care apare călătoria în timp. Mai jos sunt exemple de texte care sunt în mod repetat recunoscute ca opere științifico-fantastice care integrează călătoria în timp. 
| Data       | Titlu                                       | Autor                             | Descriere |
| ---------- | ------------------------------------------- | --------------------------------- | --- |
| 1733       | Memoirs of the Twentieth Century            | Samuel Madden                     | Un înger păzitor călătorește în 1728 cu scrisori din 1997 și '98 |
| 1838       | Missing One's Coach: An Anachronism         | Anonim Dublin University Magazine | Un călător este luat de o diligență, dar brusc este transportat înapoi cu peste o mie de ani. |
| 1843       | Colind de Crăciun                           | Charles Dickens                   | Fantomele îl însoțesc pe Scrooge în trecut pentru a-i arăta viața lui, apoi în viitor pentru a arăta consecințele cruzimii sale dacă acesta nu se schimbă ca om.                                             |
| 1861       | Paris Before Men                            | Pierre Boiterd                    | Magia unui „demon-șchiop” permite personajului principal să interacționeze cu viața preistorică. |
| 1881       | The Clock That Went Backward                | Edward Page Mitchell              | Un ceas care are puterea de a lua oamenii înapoi în timp. |
| 1887       | El Anacronopete                             | Enrique Gaspar y Rimbau           | Primul care a introdus o mașină a timpului, scrisă inițial ca un zarzuela în 1881, lansat ca un roman în 1887                                                                                                |
| 1888       | The Chronic Argonauts                       | H. G. Wells                       | Inventatorul ia cu el pe altcineva într-o mașină a timpului, înainte de a decide să plece într-un moment în care el se va potrivi mai bine.                                                                  |
| 1889       | A Connecticut Yankee in King Arthur's Court | Mark Twain                        | Cetățean al secolului al XIX-lea se duce în timpul regelui Arthur (528 AD). |
| 1891       | Tourmalin's Time Cheques                    | Thomas A. Gutherie                | Călătorie în timp și paradoxurile care pot rezulta de aici. |
| 1895       | The Time Machine                            | H.G. Wells                        | Inventatorul creează o mașină a timpului și călătorește în anul 82701 A.D., unde descoperă că omenirea a evoluat în două rase diferite, Morlock și Eloi.                                                     |
| 1919       | Enoch Soames                                | Max Beerbohm                      | Enoh este transportat cu 100 de ani în viitor (1997) pentru a vedea dacă el a devenit un mare scriitor sau nu - în urma unui pact cu diavolul asemănător celui faustian.                                     |
| 1928/ 1929 | Armageddon 2419 A.D.                        | Philip Francis Nowlan             | Anthony Rogers este dus în anul 2419 de către un ciudat gaz dintr-o peșteră. |
| 1936       | Burnt Norton                                | T. S. Eliot                       | Începe cu „Prezentul și trecutul// Sunt, probabil, prezente în viitor”... |
| 1939       | A Traveller in Time                         | Alison Uttley                     | Copil merge înapoi în Derbyshire în timpul Complotului de la Babington care o pune pe tron regina Maria a Scoției (1586)                                                                                     |
| 1941       | By His Bootstraps                           | Robert A. Heinlein                | Paradox circular - personajul este adus în viitor unde tot el, mai târziu, operează o mașină a timpului pentru a se aduce în viitor                                                                          |
| 1942       | All-Star Comics #10                         |                                   | Justice Society of America folosește o rază a timpului pentru a călători cu 500 de ani în viitor și pentru a obține o apărare eficientă împotriva bombardamentelor pentru a proteja America.                 |
| 1945       | That Hideous Strength                       | C. S. Lewis                       | Merlin călătorie prin timp pentru a risipi o distopie N.I.C.E. în Anglia postbelică |
| 1946       | Vintage Season                              | C.L. Moore                        | călători în timp din viitor experiență sezoane de epocă din trecut. |
| 1947       | All-Star Comics #35                         |                                   | Răufăcătorul Per Degaton ucide un om de știință care a inventat o mașină de timp și încearcă să o folosească pentru a schimba istoria, provocând tehnologia modernă din prezent, ca să poată cuceri America. |
| 1952       | A Sound of Thunder (Vânătoare fatală)       | Ray Bradbury                      | Modificările din trecut influențează viitorul; parte a genealogiei termenului efect de fluture |
| 1952       | Douăsprezece mii de capete de vite          | Mircea Eliade                     | Subiectul acestei nuvele îl reprezintă o stranie călătorie în timp trăită de un comerciant de vite pe o stradă din București în timpul celui de-al Doilea Război Mondial.                                    |
| 1953       | Bring the Jubilee                           | Ward Moore                        | Un călător în timp dintr-o realitate alternativă apare în Bătălia de la Gettysburg din 1863 și își modifică propriul viitor ca să fie ca al nostru.                                                          |

## Călătoria în timp în filme SF
Călătorie în timp este o temă comună în filmele științifico-fantastice. Mai jos sunt exemple de filme științifico-fantastice care încorporează (și) călătoria în timp. 
| An        | Titlu                                                                                                 | Regizor       | Descriere |
| --------- | --- | ------------- | --- |
| 1960      | Mașina timpului                                                                                       | George Pal    | Loose adaption of H. G. Wells's classic in which a time traveler enters a future where the world is broken up into to classes, the peaceful Eloi and the malevolent masters of the world, the Morlocks.                              |
| 1973 1980 | Ivan Vasilievich: Back to the Future (Țarul Ivan își schimbă profesia) Somewhere in Time (love story) | Leonid Gaidai | Inginerul Șurik a inventat o mașină a timpului în apartamentul său. Accidental, el trimite doi oameni înapoi în timpul domniei lui Ivan cel Groaznic, în timp ce țarul Ivan este trimis de aceeași mașină în apartamentul lui Șurik. |

## Călătoria în timp în seriale de televiziune
Vezi și Episoade TV cu călătorii în timp (categorie)
(în ordine cronologică)

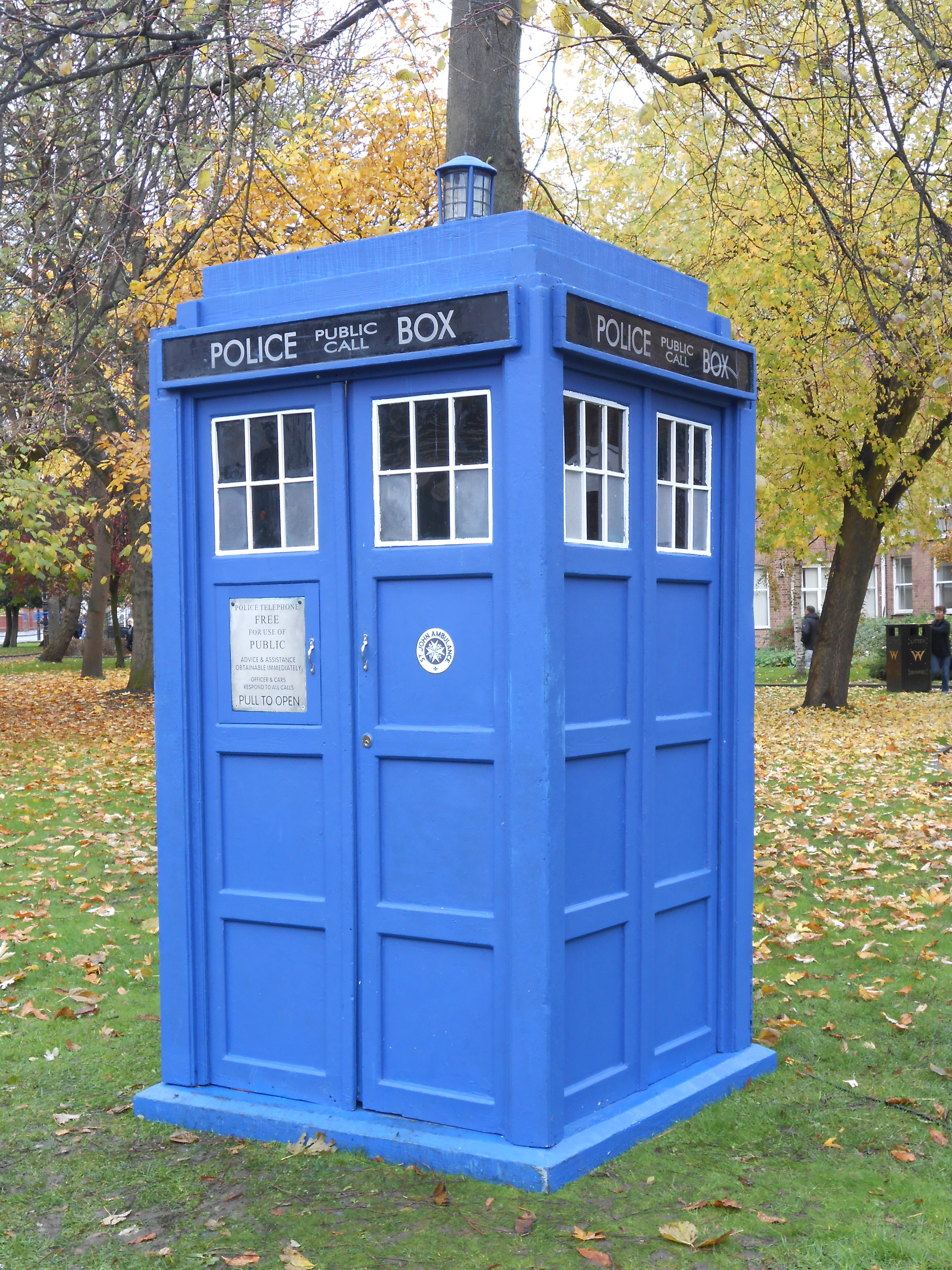
Il TARDIS, mașina timpului din Doctor Who

- Rocky and Bullwinkle   (1959-1964) cu "Wayback machine"
- Doctor Who (1963-1989, 2005-prezent), serie britanică.
- The Time Tunnel, 1966-1967), serie TV de Irwin Allen
- Catweazle de Richard Carpenter, 1970
- Time Bokan, serie anime din 1975
- Morta a passo di valzer (1979), producție Rai, regia Giovanni Fago, cu Gianni Garko, Macha Méril
- Sapphire & Steel, 1979-1982
- Voyagers!, 1982-1983
- Lazer Tag Academy, 1986
- Quantum Leap, 1989-1993
- Streghe (1998-2006)
- Seven Days (1998-2001)
- Farscape (1999-2003)
- Futurama (1999-2003, 2008-2013)
- Life on Mars (2006-2007)
- Primeval (2007-2011)
- sezonul 7 din Winx Club
- Numeroase episoade din Star Trek
  - Star Trek: Seria originală:
    - The Naked Time
    - Tomorrow Is Yesterday
    - The City on the Edge of Forever
    - Assignment: Earth
    - All Our Yesterdays

  - Star Trek: Seria animată:
    - Yesteryear

  - Star Trek: The Next Generation:
    - We'll Always Have Paris
    - Time Squared
    - Yesterday's Enterprise
    - Captain's Holiday
    - A Matter of Time
    - Cause and Effect
    - Time's Arrow, Part I and II
    - Tapestry
    - Timescape
    - All good things...
    - Lost

  - Star Trek: Deep Space Nine:
    - Past Tense - Part I & II
    - Visionary
    - The Visitor
    - Little Green Men
    - Accession
    - Trials and Tribbleations
    - Children of Time
    - Wrongs Darker Than Death or Night
    - Time's Orphan

  - Star Trek: Voyager:
    - Parallax
    - Time and Again
    - Eye of the Needle
    - Future's End - Part 1 & 2
    - Before and After
    - Year of Hell - Part 1 & 2
    - Timeless
    - Relativity
    - Fury
    - Shattered
    - Blink of an Eye
    - Endgame - Part 1 & 2

  - Star Trek: Enterprise:
    - Broken Bow - Part 1 & 2
    - Cold Front
    - Shockwave, Part 1 & 2
    - Future Tense
    - Carpenter Street
    - Azati Prime
    - E²
    - Zero Hour
    - Storm Front - Part 1 & 2

  - Episoade din Stargate SG-1
  - Episoade din  MacGyver
  - Episoade din  Streghe (1998-2006)
  - Episoade din  Fringe (2008-2012)
  - Adventurers - Mission Zeitreise, 2003
  - Lost (2004–2010)
  - Episoade din  Supernatural
  - Phil dal futuro (2004 - 2006)
  - 4400 (The 4400, 2004-2007)
  - Daybreak (2006)
  - Heroes (2006–2010)
  - Journeyman (2007)
  - Ashes to Ashes (2008-2010)
  - Being Erica (2009-2011)
  - I Saurini e i viaggi del meteorite nero (2008)
  - Terminator: The Sarah Connor Chronicles (2008-2009)
  - FlashForward (2009)
  - Paradox (2009)
  - Episodul "Synchrony"  din X-Files
  - Episodul "La killer dei reni" din American Dad!
  - Terra Nova (2011)
  - Propose daejakjeon (2012)
  - Continuum (2012-)
  - Atlantis (2013-)
  - Outlander (2014-)
  - The Flash
  - 22.11.63 (2015)
  - Timeless (2016)
  - Dirk Gently's Holistic Detective Agency (2016-2018)
  - Best Friends Whenever (2015-2016)
- Future Man (2017)
- Find Me in Paris (2018-in corso)
- Agents of S.H.I.E.L.D. (2018-2019)
- Legion (2019)

## Călătoria în timp în jocuri video
| An   | Nume                                       | Platformă                                         | Descriere |
| ---- | ------------------------------------------ | ------------------------------------------------- | --- |
| 2007 | Assassin's Creed                           | PC, PS3, Xbox 360                                 | |
| 2010 | Back to the Future: The Game               | PC, PS3, PS4, iPad, Wii, Xbox 360, Xbox One       | |
| 2003 | Banjo-Kazooie Grunty's Revenge             | Game Boy Advance                                  | Personajul negativ Gruntilda călătorește în timp pentru a opri întâlnirea dintre protagoniști (inamicii ei), Banjo și Kazooie. Banjo călătorește la rândul său în trecut pentru a o opri. |
| 2005 | Billy Blade and the Temple of Time         | PC                                                | Protagonistul călătorește în trecut în Epoca de Gheață, Persia și Caraibe pentru a-și salva companionul, o maimuță pe nume Kong.                                                          |
| 2013 | BioShock Infinite                          | PS3, Xbox 360, PC                                 | |
| 2002 | Blinx: The Time Sweeper                    | Xbox                                              | |
| 2000 | Bugs Bunny & Taz: Time Busters             | PlayStation, PC                                   | |
| 1999 | Bugs Bunny: Lost in Time                   | PlayStation, PC                                   | |
| 1999 | Chrono Cross                               | Playstation                                       | |
| 1995 | Chrono Trigger                             | Super NES                                         | |
| 1996 | Command & Conquer: Red Alert               | PC, Playstation                                   | |
| 2000 | Command & Conquer: Red Alert 2             | PC                                                | |
| 2008 | Command & Conquer: Red Alert 3             | PC, PS3, Xbox 360                                 | |
| 1998 | Crash Bandicoot 3: Warped                  | PlayStation                                       | |
| 2013 | Cut the Rope: Time Travel                  | Android, iOS                                      | Personajul principal, Om Nom, călătorește în diferite perioade din trecut, unde își întâlnește strămoșii din respectivele epoci.                                                          |
| 2000 | Dark Cloud                                 | PS2                                               | |
| 2002 | Dark Chronicle                             | PS2                                               | |
| 2009 | Darkest of Days                            | PC, Xbox 360                                      | |
| 2021 | Deathloop                                  | PS5, PC, Xbox Series X/S                          | |
| 1999 | Dino Crisis                                | PlayStation, PC, Dreamcast                        | |
| 2000 | Dino Crisis 2                              | PlayStation, PC                                   | |
| 1998 | Duke Nukem: Time to Kill                   | PlayStation                                       | |
| 1994 | EarthBound                                 | Super NES                                         | |
| 1991 | Final Fantasy Legend III                   | Game Boy                                          | |
| 1999 | Final Fantasy VIII                         | PlayStation, PC                                   | |
| 2001 | Final Fantasy X                            | PS2                                               | |
| 2011 | Final Fantasy XIII-2                       | PS3, Xbox 360, PC                                 | |
| 1989 | Future Wars                                | Amiga                                             | |
| 2012 | Inazuma Eleven GO 2: Chrono Stone          | Nintendo 3DS                                      | |
| 2012 | Kingdom Hearts 3D: Dream Drop Distance     | Nintendo 3DS                                      | |
| 1999 | Legacy of Kain: Soul Reaver                | Dreamcast, PlayStation, PC                        | |
| 2001 | Legacy of Kain: Soul Reaver 2              | PC, PS2                                           | |
| 2003 | Legacy of Kain: Defiance                   | PC, PS2, Xbox                                     | |
| 1993 | Maniac Mansion: Day of the Tentacle        | PC                                                | |
| 2005 | Mario & Luigi: Partners in Time            | Nintendo DS                                       | |
| 2000 | MediEvil 2                                 | PlayStation                                       | |
| 2013 | Plants vs. Zombies 2                       | Android, iOS                                      | Personajele principale călătoresc în diferite perioade din trecut, dar și în viitor, cu ajutorul unei mașini a timpului numită Penny.                                                     |
| 2003 | Prince of Persia: The Sands of Time        | PC, Game Boy Advance, Xbox, PS2, Gamecube         | |
| 2008 | Professor Layton and the Unwound Future    | Nintendo DS                                       | |
| 2007 | Pokémon Mystery Dungeon: Explorers of Time | Nintendo DS                                       | |
| 2006 | Pokémon Ranger                             | Nintendo DS                                       | |
| 2010 | Radiant Historia                           | Nintendo DS                                       | |
| 2017 | Radiant Historia: Perfect Chronology       | Nintendo 3DS                                      | |
| 2001 | Shadow of Memories                         | PC, Xbox, PS2                                     | |
| 2011 | Shinobi                                    | Nintendo 3DS                                      | |
| 2010 | Singularity                                | PS3, Xbox 360, PC                                 | |
| 1998 | Sonic Adventure                            | Dreamcast                                         | |
| 2011 | Sonic Generations                          | Xbox 360, PS3, PC, Nintendo 3DS                   | |
| 2009 | Steins;Gate                                | Xbox 360, PC, PSP, iOS                            | |
| 1995 | Tales of Phantasia                         | Super Famicom, Game Boy Advance, PlayStation, PSP | |
| 1998 | The Legend of Zelda - Ocarina of Time      | Nintendo 64                                       | |
| 2000 | The Legend of Zelda: Majora's Mask         | Nintendo 64, Gamecube                             | |
| 1996 | Time Commando                              | PlayStation, PC                                   | |
| 2007 | Time Hollow                                | Nintendo DS                                       | |
| 1990 | Time Lord                                  | NES                                               | |
| 1982 | Time Pilot                                 | Arcade                                            | |
| 2007 | TimeShift                                  | PC, PS3, Xbox 360                                 | |
| 1987 | Time Soldiers                              | Arcade, Master System                             | |
| 1989 | Where in Time Is Carmen Sandiego?          | Amiga, NES, Super NES                             | |
| 2004 | World of Warcraft                          | PC                                                | |
| 1994 | Zoda's Revenge: StarTropics II             | NES                                               | |

## Vezi și
- Călătoria în timp în ficțiune